# Berchemia loureiriana
Berchemia loureiriana là một loài thực vật có hoa trong họ Táo. Loài này được DC. mô tả khoa học đầu tiên năm 1825.